# Pararctia hyperboreus
Pararctia hyperboreus là một loài bướm đêm thuộc phân họ Arctiinae, họ Erebidae.